# 乔治·基耶利尼
乔治·基耶利尼（義大利語：Giorgio Chiellini，1984年8月14日—），前意大利男子職業足球員，司职中后卫，但偶爾也會客串邊後衛。
他被認為是2010年代防守最傑出的後衛之一，無論是體格、意識和技術都是上乘，然而他因傷缺賽的場次也是高人一等，加入尤文18年以來，賽季平均缺賽將近20場，並且在2022年結束在尤文的生涯。

## 职业生涯

### 俱乐部
基亞連尼出自当时尚处于意丙的利沃诺，共效力四年，其中于意丙和意乙联赛各两年。最后一年帮助利沃诺升入意甲，参加了41场联赛并攻入4球。
2004年，尤文图斯出价650万欧元签入基耶利尼，之后以350万欧元的价格将他的一半所有权卖给佛罗伦萨，在佛罗伦萨的一个赛季，基耶利尼表现出色，参加了37场联赛，攻入3个进球，其中包括对阵尤文图斯攻入的一球。
2005年，尤文图斯出价430万欧元将基耶利尼一半所有权购回。在尤文图斯的第一个赛季，他只有17次联赛出场和6次冠军杯出场。
在2006－07年赛季，尤文图斯因電話門事件，以負九分開始乙組聯賽征程。在眾多大牌球星（如：卡納瓦羅和圖拉姆等人）不願意待在乙組而紛紛離隊之後，基耶利尼迅速成为球队主力，联赛出场32次，意大利杯出场3次，并攻入4球，2007年5月19日，祖雲達斯主場5-1大勝阿雷佐（Arezzo），提前三輪升入甲級聯賽。基亞連尼为球队返回甲级联赛做出很大贡献。2008年欧洲杯后，基耶利尼已经成长为俱乐部和国家队不可或缺的中坚。
在2011－12年赛季，基耶利尼以主力中坚和保方、巴尔扎利、博努奇等國家隊隊友組成一條強大而穩固的防線，幫助尤文图斯以全季不敗的輝煌戰績奪冠。
2020-21賽季前，他和尤文圖斯並沒有達成續約共識，直到賽季完結後，他和隊伍的合約正式到期，並一度引起歐洲多家俱樂部的興趣。不過，在出戰歐洲盃並短暫休息後，這位尤文圖斯及義大利的隊長於離隊兩個月後宣布重新回歸隊上，續約兩年。

## 國家隊
2004年11月，凭借在佛罗伦萨的优异表现，基耶利尼在对阵芬兰的比赛中上演了国家队处子秀，至今已经入选国家队13次。而且他也是前意大利U-21足球队的绝对主力和场上队长。
此前，基耶利尼入选过各级国家队。2003年，代表意大利U-19足球队夺得了欧洲19岁以下青年足球锦标赛冠军。
2004年，参加雅典奥运会足球比赛铜牌。
2007年，基耶利尼参加了荷兰欧洲U-21足球锦标赛，并帮助球队拿到了2008年北京奥运会的门票。
2008年欧洲杯，基耶利尼在練習中鏟傷了卡纳瓦罗，反使他獲得上陣機會，在歐國盃對罗马尼亚的比赛中登场，发挥出色。虽然意大利点球败给西班牙止步八强，但基耶利尼表现堪称完美，他也成为意大利欧洲杯上的最大收获。
2012年欧洲杯，基耶利尼在小組賽最後一場與愛爾蘭的比賽中拉傷大腿，但基耶利尼趕及在半決賽出戰德國，莱昂纳多·博努奇和基耶利尼這對尤文圖斯中衛組合最終令意大利隊挺進決賽。但在決賽，基耶利尼在上陣至二十一分鐘時，因大腿再次受傷便要退下火線，此次提早換人打亂了意大利的部署，下半場更因無名額可換以只能以十人應戰，最後以0︰4敗於西班牙隊，得到亞軍。
2014年世界盃足球賽，意大利在分組賽對烏拉圭，烏拉圭前鋒蘇亞雷斯咬傷基亞連尼，之後，基亞連尼缺陣所有在2014年世界盃足球賽的賽事。
2018年國際足協世界盃外圍賽中，因為義大利以總比數0-1敗給瑞典並未能使義大利晉級世界盃，一度宣布退出國家隊。
2018年回歸國家隊，並被任命為新國家隊隊長。
2021年在补办的欧洲杯足球赛中以队长身份率领意大利队闯入决赛，决赛中常规时间1：1，点球决战3：2战胜英格兰队夺取冠军。
在2022年欧美杯对阵阿根廷队的比赛中，基耶利尼最后一次为意大利出场，最终意大利0-3不敌阿根廷，基耶利尼未能以一座冠军结束自己的国家队生涯。

## 荣誉

### 球會
祖雲達斯
- 歐洲國家盃
  - 冠軍：2020年歐洲國家盃

意大利U-19
- 歐洲U-19足球錦標賽
  - 冠軍：2003

### 個人
- 2007年歐洲U-21足球錦標賽最佳陣容[9]
- 祖雲達斯年度最佳球員：2008–09[10]
- 《歐洲體育雜誌》（European Sports Magazines）年度最佳陣容：2012–13[11]、2014–15[12]
- 意大利甲組足球聯賽年度最佳後衛：2008、2009、2010[13]
- 意大利甲組足球聯賽年度最佳陣容：2012–13[14]、2014–15[15]、2015–16[16]
- 歐洲聯賽冠軍盃季度最佳陣容：2014–15[17]
- 歐洲U-21足球錦標賽夢幻陣容：2015[18]
- 《法國足球》世界十一人陣容：2015[19]

### 勳章
- 5級／騎士－意大利共和國功勳騎士勳章：2004[20]
- 4級／軍官－意大利共和國功勳軍官勳章：2021

## 學歷
2010年畢業於意大利都灵大学經濟系，並獲得經濟學学士學位。及後再於2017年取得都靈大學工商管理碩士學位（優等），畢業論文題目為「從國際化的角度分析祖雲達斯的商業模式」。

## 軼事
基耶利尼兒時偶像是馬甸尼，因此他選擇在祖雲達斯和意大利國家隊身穿三號球衣。
2012年受訪時表明最愛的防守搭檔為法比奥·卡纳瓦罗，最不想面對的前鋒為伊布拉希莫維奇。

## 外部連結
- Soccerway資料庫：乔治·基耶利尼